# جيمس وودز
جيمس هوارد وودز (بالإنجليزية: James Woods) (من مواليد 18 أبريل 1947) هو ممثل ومنتج أمريكي. أدواره الأكثر شهرة هي فيديودروم (1983)، ونس أبون أتايم إن أمريكا (حدث ذات مرة في أمريكا) (1984)، كازينو (1995)، نيكسون (1995) كونتاكت (اتصال) (1997) وأدى صوت هيدس في نسخة ديزني من فيلم الرسوم المتحركة هيركيولس (هرقل) (1997) وصوت فالكون في الجزء الثاني من فيلم ستيوارت ليتل (2002). بالإضافة إلى ذلك فقد ترشح وودز لجائزتي أوسكار، واحدة منهما لأفضل ممثل عن دوره في سلفادور (1986) والأخرى لأفضل ممثل مساعد عن دوره في غوستس أوف ميسيسيبي (1996). وبالإضافة إلى ذلك جائزتي إيمي برايم تايم عن الأفلام التلفزيونية برومس (1986) وماي نيم إز بيل دبليو (1989). يُعرف على شاشات التلفزيون بدوره الرئيسي في سلسلة الدراما التي أنتجتها سي بي إس شارك (2006-2008)، وظهوره كضيف في برنامج راي دونوفان (2013) على شوتايم ولتمثيله الصوتي في حلقات مختلفة من فاميلي غاي وذا سيمبسونز.

## نشأته
ولد وودز في فيرنال، يوتا، في 18 أبريل 1947 وكان له أخ يصغره بعشر سنوات. كان والده، جيل بيتون وودز، ضابط مخابرات بالجيش توفي عام 1960 إثر جراحة روتينية. بدأت والدته مارثا إيه (سميث قبل الزواج) بإدارة مدرسة ابتدائية بعد وفاة زوجها، وتزوجت من توماس إي ديكسون فيما بعد. نشأ وودز في وارويك، رود آيلاند، حيث التحق بمدرسة بيلغريم الثانوية وتخرج منها عام 1965. وهو من أصل أيرلندي ونشأة كاثوليكية وعمل فترة كصبي المذبح.
اختار في نهاية المطاف متابعة دراسته الجامعية في معهد ماساتشوستس للتكنولوجيا. (صرح وودز في إنسايد ذا اكتورز ستوديو أنه كان ينوع العمل كجراح عينية). خلال فترة دراسته في معهد ماساتشوستس التزم وودز في أخوية ثيتا دلتا تاي. وكان أيضًا عضوًا نشطًا في مجموعة المسارح الطلابية «دراما شوب» حيث أخرج العديد من المسرحيات ومثل فيها. ولقد ترك معهد ماساتشوستس للتكنولوجيا في عام 1969 قبل فصل دراسي واحد من التخرج لممارسة مهنة التمثيل. قال وودز إنه مدين لمهنته التمثيلية لتيم أفليك (والد الممثلين بن وكيسي أفليك) الذي كان مدير مسرح في شركة المسرح في بوسطن بينما كان وودز طالبًا هناك. 

## الحياة الشخصية
في عام 1980، تزوج وودز مصممة الأزياء كاثرين موريسون باوا. انفصل الزوجان عام 1983. في عام 1989، عندما كان وودز يبلغ من العمر 42 عامًا، تزوج من سارة أوينز التي كانت فارسة وصاحبة محل والبالغة من العمر 26 عامًا، لكنهما انفصلا بعد أربعة أشهر. ولم يتزوج منذ ذلك الحين ولم ينجب أطفالًا.
خلال مقابلة صحفية مع كينغدوم هارتس II أشار وودز إلى أنه لاعب ألعاب فيديو نهم. وهو تاجر تحف في رود آيلاند. [35] في 14 ديسمبر 2015 وبينما كان وودز يقود سيارته بمفرده غربًا عبر عاصفة ثلجية على الطريق السريع 70 في جلينوود كانيون كولورادو، فقد سائق مسرع السيطرة على سيارته واصطدم بخمس سيارات أخرى. انحرف وودز بسيارته الجيب غراند شيروكي ليتجنب الحادث فاصطدم بالجدار الساند لكنه انزلق للخلف في سكة حراسة على بعد 100 قدم (30 مترًا) فوق نهر كولورادو. عانى وودز من ارتجاج بسيط نتيجة الحادث.

## آرائه السياسية
أطلق وودز تصريحا ضد سكان قطاع غزة، في خضم الحرب على غزة لعام 2023، إذ قال في منشور على منصة إكس "لا لوقف إطلاق النار. لا للهدنة. لا للغفران"، مستخدما وسم "اقتلوهم جميعا". حيث طالب فبها بقتل بإبادة الفلسطينيين ورفض وقف إطلاق النار في غزة قبل قتل سكان القطاع .
اثار وودز موجه من الغضب بسبب عنصريته الشديده تجاه المسلمين و معاداته الواضحه للعرب بسبب منشوراته المنهاضه للسلام في فلسطين و انحيازه الصريح للصهيونيه الدمويه .

## روابط خارجية
- جيمس وودز على موقع IMDb (الإنجليزية)
- جيمس وودز على موقع ميتاكريتيك (الإنجليزية)
- جيمس وودز على موقع روتن توميتوز (الإنجليزية)
- جيمس وودز على موقع مونزينجر (الألمانية)
- جيمس وودز على موقع قاعدة بيانات الأفلام العربية
- جيمس وودز على موقع ألو سيني (الفرنسية)
- جيمس وودز على موقع ميوزك برينز (الإنجليزية)
- جيمس وودز على موقع تيرنر كلاسيك موفيز (الإنجليزية)
- جيمس وودز على موقع أول موفي (الإنجليزية)
- جيمس وودز على موقع قاعدة بيانات برودواي على الإنترنت (الإنجليزية)